# Dawo
Dawo (en oromo : Daawoo) est un woreda du centre de l'Éthiopie situé dans la zone Sud-Ouest Shewa de la région Oromia. Il a 84 336 habitants en 2007 et son centre administratif est Busa.
Voisin du woreda Dendi de la zone Ouest Shewa, Dawo est entouré dans la zone Sud-Ouest Shewa par les woredas Ilu, Becho, Waliso et Wonchi.
Le centre administratif, Busa, se trouve à la limite de la zone, une quinzaine de kilomètres au nord-ouest de Tulu Bolo où passe la route de Jimma,,.
Le recensement national de 2007 fait état pour Dawo d'une population de 84 336 habitants dont 4 % de citadins qui sont les 3 779 habitants de Busa.
La plupart des habitants du woreda (95 %) sont orthodoxes, 3 % sont de religions traditionnelles africaines et 2 % sont protestants.
En 2022, la population de Dawo est estimée à 120 453 personnes avec une densité de population de 240 personnes par km2 et 501 km2 de superficie.